# 川棚警察署
川棚警察署（かわたなけいさつしょ,Kawatana Police Station）は、長崎県警察が設置している警察署の一つ。

## 沿革
- 1978年（明治11年）1月 - 「大村警察署彼杵分署」が設置。千綿・彼杵・川棚・上波佐見・下波佐見を管轄。
- 1926年（大正15年）
  - 4月1日 - 彼杵分署が廃止される。
    - 千綿・彼杵地区の管轄が大村警察署へ移管される。
    - 佐世保警察署早岐分署が川棚村に巡査部長派出所を設置。

  - 7月 - 早岐分署が早岐警察署に昇格。
- 1943年（昭和18年）4月1日 - 川棚町巡査部長派出所が警部補派出所に昇格。
- 1948年（昭和23年）2月1日
  - 旧警察法により、「国家地方警察東彼杵地区警察署」が発足。
  - 自治体警察として「川棚町警察署」及び「上波佐見町警察署」が設置される。
- 1951年（昭和26年）10月1日 - 自治体警察が廃止され、「国家地方警察川棚地区警察署」（東彼杵地区警察署が改組）が業務を引き継ぐ。
- 1954年（昭和29年）7月1日 - 警察法改正により、「長崎県警察川棚警察署」となる。
- 1970年（昭和45年）3月26日 - 庁舎を新築。（4月1日より移転して業務開始）。

## 内部組織[1]
- 警務課
  - 警務係
  - 留置係
- 会計課
  - 会計係
- 刑事生活安全課
  - 捜査係
  - 鑑識係
  - 生活安全係
- 地域課
  - 企画指導係
  - 地域第一係
  - 地域第二係
  - 地域第三係
- 交通課
  - 交通係
- 警備課
  - 警備係

## 交番

### 川棚町
- 川棚駅前交番（かわたなえきまえ、東彼杵郡川棚町百津郷420番地29）

### 波佐見町
- 波佐見交番（はさみ、東彼杵郡波佐見町折敷瀬郷2197番地4）

## 駐在所

### 波佐見町
- 長野警察官駐在所（ながの、東彼杵郡波佐見町長野郷167番地7）

### 東彼杵町
- 東彼杵警察官駐在所（ひがしそのぎ、東彼杵郡東彼杵町彼杵宿郷189番地3）
- 大楠警察官駐在所（おおくす、東彼杵郡東彼杵町三根郷2826番地3）
- 瀬戸警察官駐在所（せと、東彼杵郡東彼杵町瀬戸郷1192番地1）

## 廃止された交番・駐在所
（　）は読みと所在地だった場所。---は廃止後に所管区が移された交番・駐在所を表す。
- 2006年（平成18年）
  - 石木警察官駐在所（いしき、川棚町石木郷181番地3）---川棚駅前交番
  - 小串警察官駐在所（おぐし、川棚町小串郷996番地3）---川棚駅前交番
  - 音琴警察官駐在所（ねごと、東彼杵町大音琴郷174番地5）---東彼杵警察官駐在所
  - 里警察官駐在所（さと、東彼杵町里郷1960番地4）---瀬戸警察官駐在所

## 参考資料
- 「長崎県警察史」（1996年（平成8年）3月31日発行、長崎県警察）第10章 警察署の沿革